# Populous (företag)
Populous (tidigare HOK Sport Venue Event) är en amerikansk global arkitektfirma som specialiserat sig mot design av sportarenor, konferenscenter och event. Företaget har varit inblandade i över 2000 projekt, bland dem byggnationen av Friends Arena.
Populous drevs tidigare som HOK Sport Venue Event som en del av HOK-gruppen. I januari 2009 skapades Populous genom en management buyout och drivs sedan dess under självständig ägo.